# Марк Тарабелла
Марк Тарабелла (фр. Marc Tarabella; нар. 11 березня 1963, Серен) — бельгійський політик з Валлонії.

## Біографія
У 1986 році він отримав ступінь бакалавра в галузі соціології в Університету Льєжа. Працював у канцелярії прем'єр-міністра Валонії і фінансовій установі. З 1988 року він був членом Муніципальної ради Антина, з 1994 року займає посаду мера. У 2003 році він став президентом валлонського фонду Rural.
У 2004 році отримав мандат члена Європейського парламенту від Соціалістичної партії. У середині 2007 році зайняв посаду міністра освіти Валлоні.
На виборах 2009 року він знову в балотувався до Європарламенту, у 2014 році переобрався на новий термін.